# Bay Psalm Book

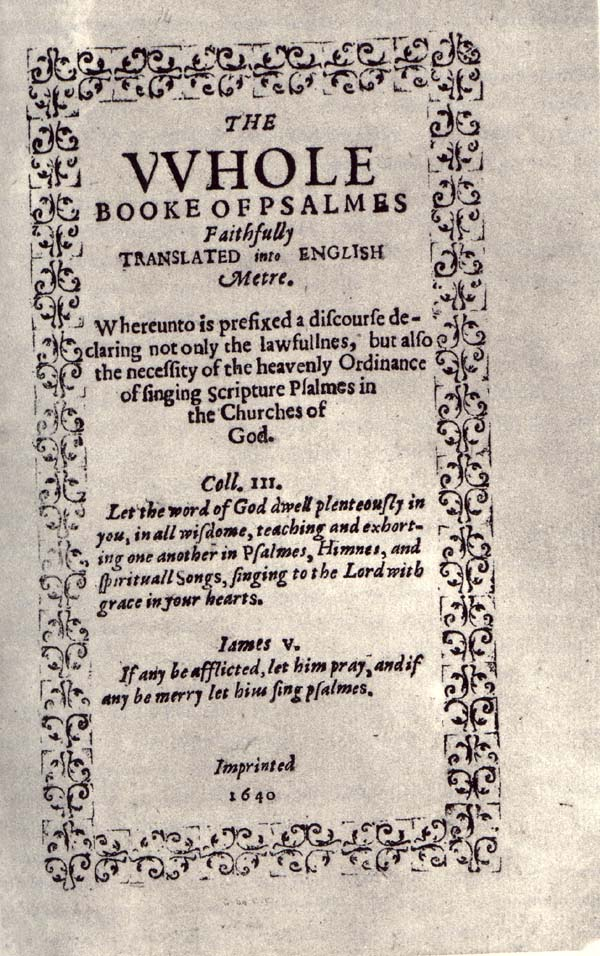
Titelblatt des Erstdrucks (1640)

Das Bay Psalm Book, im Originaltitel The Whole Booke of Psalmes Faithfully Translated into English Metre, war das erste Buch, das in den englischen Kolonien auf amerikanischem Boden gedruckt wurde. Es ist eine Neuübersetzung des Psalters, die 1640 in Cambridge (Massachusetts) erschien.
Die puritanischen Siedler der Massachusetts Bay Colony hatten zwar einige Psalter aus Europa mit nach Neuengland gebracht, doch waren ihre geistlichen Führer offenbar von deren Sinntreue nicht überzeugt, und so gaben sie eine neue Übersetzung unter Berücksichtigung des hebräischen Originals in Auftrag, die von einem Rat von „dreißig gelehrten und frommen Pfarrern“ ausgeführt wurde. Für den Druck wurde eigens eine Druckerpresse aus England importiert – die erste Nordamerikas. Über die Urheberschaft des Vorworts wird bis heute gestritten; viele Forscher rechnen es Richard Mather zu, andere John Cotton.
In der  dritten Auflage von 1651 wurden einige Unebenheiten geglättet, und diese neue Version war in Neuengland bis ins 18. Jahrhundert als The New England Psalm Book in Gebrauch, danach wurde es von der metrisch wie poetisch ungleich eleganteren Version der King-James-Bibel ersetzt. Es erlebte auch in England und Schottland einige Auflagen. Die neunte amerikanische Auflage von 1698 war die erste, die mit Noten gedruckt wurde.
Elf Exemplare der ersten Ausgabe sind bis heute erhalten, eines davon wird in der Library of Congress verwahrt. Am 26. November 2013 gelangte in New York eines bei Sotheby’s zur Versteigerung, das aus dem Bestand der Bostoner Old South Church stammt. David Rubenstein erwarb es für einen Preis von 14,165 Millionen Dollar. Damit ist das Bay Psalm Book das teuerste gedruckte Buch, das jemals versteigert wurde.